# Kloster Marienthal (Norden)

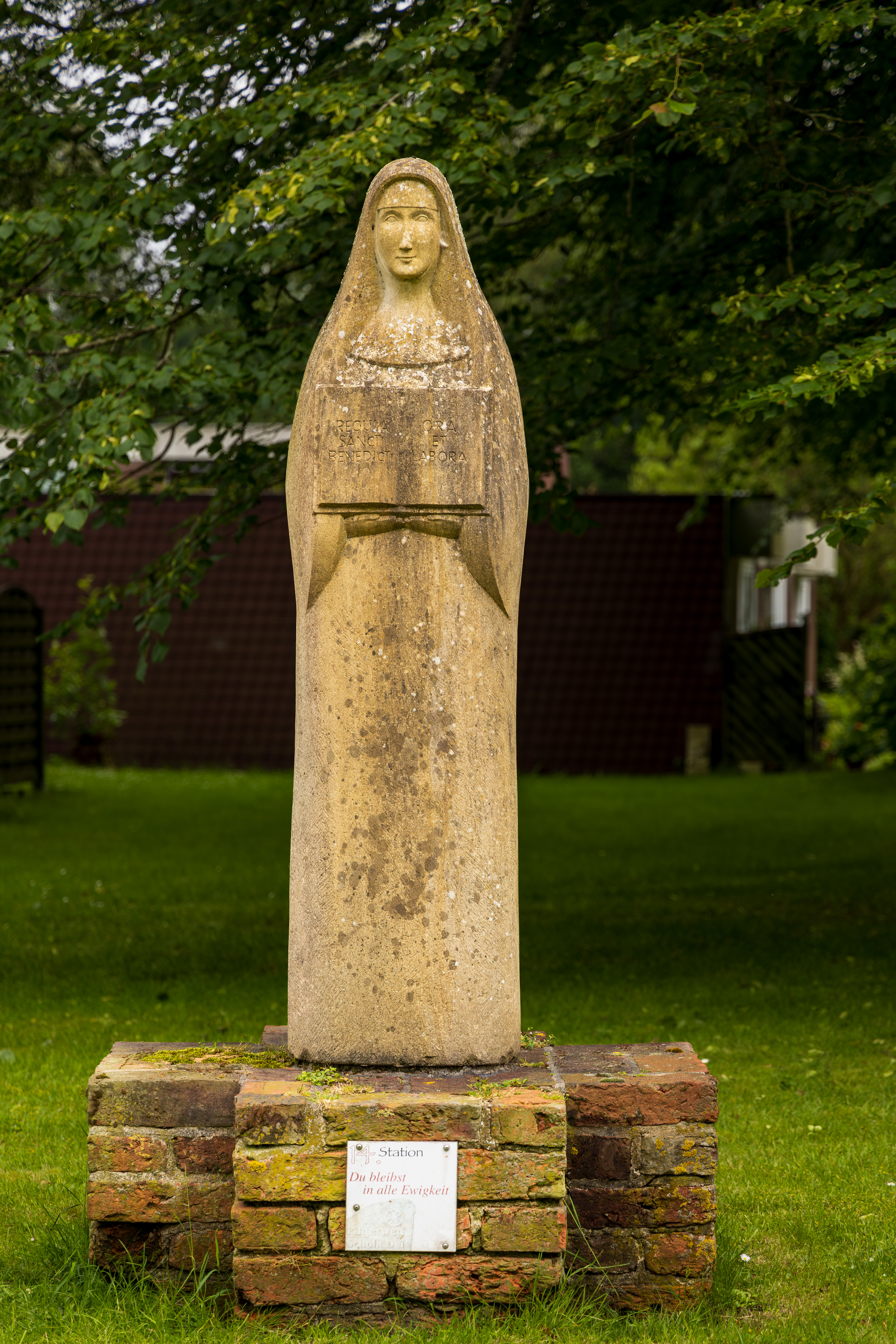
Marienstatue zur Erinnerung an das ehemalige Kloster.

Das Kloster Marienthal (Vallis sanctae Mariae) ist ein ehemaliges Kloster der Benediktiner in der Stadt Norden in Ostfriesland. Der Chronist Eggerik Beninga schreibt dessen Gründung in der Cronica der Fresen (16. Jahrhundert) Sankt Hatebrand († 1198), Abt des Klosters Feldwerd im Groningerland zu, was bis dato nicht erhärtet werden konnte. Geweiht war es der Maria, der Mutter Jesu. Während des Mittelalters war Marienthal das Hauskloster der Cirksena, die dort von 1464 bis 1548 ihre Grablege hatten. Nach der Reformation bestand das Kloster noch bis 1555. Anschließend wurden die Gebäude abgetragen. Heute steht an ihrer Stelle ein Altenwohnheim der Arbeiterwohlfahrt.

## Geschichte
Das genaue Gründungsdatum ist unbekannt. Der Name des Klosters geht zurück auf seine Schutzpatronin und die Lage der Niederlassung in einer Senke am damaligen nördlichen Stadtrand. Archäologische Funde belegen eine Nutzung des Geländes vor 1200. Ob diese im Zusammenhang mit dem Kloster standen, ist bisher noch unklar. Sicher ist, dass das Gelände in vorklösterlicher Zeit landwirtschaftlichen Zwecken diente.
Später wurde Marienthal im Unterschied zum jüngeren, 1264 gegründeten Dominikanerkloster am Fräuleinshof, dat olde cloester genannt. Marienthal gehörte mit anderen Niederlassungen des Benediktinerordens zu einem Klosterverband, der möglicherweise auf den Heiligen Hatebrand († 1198) zurückgeht. Er war Abt des Klosters Feldwirth bei Appingedam, welches als Mutterkloster der ostfriesischen Benediktinerklöster gilt. Marienthal war, wie die anderen frühen Niederlassungen des Ordens in Ostfriesland, ein Doppelkloster. An der Spitze stand ein Abt; die Nonnenabteilung leitete eine Priorin.
Im Jahr 1220 wird in einer Urkunde ein Abbas de Norda genannt, der aber als zur Diözese Münster gehörig bezeichnet wird, während Norden dem Bistum Bremen angehörte. Die erste gesicherte Erwähnung findet sich in einem Vertrag aus dem Jahre 1255. Abt war zu dieser Zeit ein gewisser Winandus. Er wird in der Urkunde als Zeuge an erstrangiger Position genannt, was für die Bedeutung des Konvents spricht. Die Rolle als vornehme Vertreter des Norderlandes blieb auch seinen Nachfolgern erhalten.  Der historisch überlieferte große Reichtum des Klosters konnte durch umfangreiche Funde belegt werden. Die Benediktiner ließen ihre Niederlassung mit einer Mauer einfrieden. Der nördliche Teil der Umzingelung ist erhalten geblieben und noch heute heißt die westliche Straße Am Zingel.
Von 1347 bis 1353 wütete in Europa die Pest, der geschätzte 25 Millionen Menschen – ein Drittel der damaligen europäischen Bevölkerung – zum Opfer fielen. Die Seuche hatte Ostfriesland über Utrecht erreicht, sich über die Hafenstädte ausgebreitet und die Bevölkerung dezimiert.  Davon waren auch die Klöster betroffen. Laut mittelalterlichen Berichten wurden etwa im Kloster Langen 50 Personen von der Seuche getötet. Auch Marienthal wurde nach Angaben des Chronisten Eggerik Beninga von der Seuche heimgesucht. Um ihr Herr zu werden, bauten die Bewohner Marienthals nach damaligem Verständnis über die Ausbreitung von Krankheiten einige Gebäude völlig neu auf.
1420 nahm das Kloster Benediktinermönche aus Kloster Marienkamp und 1444 einen Teil der Nonnen des Klosters Sielmönken auf, nachdem die dortigen Konvente in Augustiner-Chorherren-Stifte umgewandelt worden waren.
Das Kloster genoss hohes Ansehen. Seine Äbte und Pröbste werden in Zeugenlisten mehrfach an hervorgehobener Stelle genannt. Seit dem 15. Jahrhundert bis zur Säkularisation des Klosters 1529 diente es der späteren Grafen- und Fürstenfamilie Cirksena als Hauskloster. Sie hatte dort – wie auch andere vornehme Geschlechter des Norderlandes – von 1464 bis 1548 ihre Grablege und brachten in Marienthal ihre unverheirateten Töchter unter. Mehrfach traten die Äbte von Marienthal fortan in führender Position als Zeuge für die Cirksena auf. Möglicherweise waren sie sogar Rat und enger Vertrauter des Geschlechts. So unterschrieb beispielsweise Abt Poppo am 20. Mai 1436 die Urkunde, mit der Edzard Cirksena die Herrschaft über das Norderland übernahm. Abermals tritt Poppo am 28. April 1440 als erster Zeuge in einer Urkunde auf, in der Wibet von Stedesdorf zugunsten von Ulrich auf Esens verzichtet.
Diese besondere Stellung des Klosters Marienthal war mit Beginn der Reformation, die um 1527 in Norden einzog, abrupt beendet. Gerardus Synellius war der letzte Abt. Er wurde 1512 in sein Amt eingeführt und war am 1. Januar 1527 bei der Norder Disputation der einzige Geistliche, der den alten Glauben verteidigte. Synellius verließ das Kloster Marienthal vermutlich noch im gleichen Jahr, blieb aber bis zu seinem Tode im Jahre 1552 in Norden, hat sich also offenbar der Reformation nicht weiter widersetzt. Noch 1542 führte er im Auftrag der Gräfin Anna eine Mission bei Graf Johann II. aus. Ubbo Emmius nannte ihn einen Mann von höchster Gelehrsamkeit und eine Zierde Frieslands. Dieses Urteil wird durch sein einziges überlieferte Werk bestätigt, ein 1525 erschienenes lateinisches Gebets- und Andachtsbuch. Synellius verfasste es in klassischer Gedichtform in der Tradition der Devotio moderna und widmete es dem Emder Propst Hicco von Dornum.
Mit dem Tode Edzard I. und seiner Beisetzung in der Abtei endet die Funktion Marienthals als Haus- und Familienkloster der Cirksena. 1530 sollen noch 120 Insassen in Marienthal gelebt haben, von denen die Priorin und viele andere Konventsmitglieder in dieser Zeit in das noch katholische Groningen zogen und dort im Kloster Selwerd Aufnahme fanden.
1531 plünderte Balthasar von Esens das Kloster und zerstörte die Grablege der Cirksena. Das Kloster bestand jedoch noch bis etwa 1555. In diesem Jahr lebten noch ein Mönch und eine Nonne in Marienthal, die sich dem Kloster Thedinga unterstellt fühlten.  1548 ließ Gräfin Anna die Herrengruft der Grafen in Ostfriesland in der Großen Kirche in Emden anlegen und die in Marienthal beerdigten Cirksena dorthin umbetten.
Im Zuge der Reformation wurde das Kloster Marienthal säkularisiert. 1557 wurden die Gebäude abgerissen und ihre Steine für den Bau des Zwingers in Aurich genutzt. Zum Abriss der Klosterkirche wurden die Fundamente ähnlich wie in Ihlow gezielt untergraben, um sie in Richtung Süden einstürzen zu lassen. So sollte eine Beschädigung der nördlich gelegenen Klausur vermieden werden.
Auf dem Areal des Klosters entstand ein Armen- oder Gasthaus. Dieses wurde mit einem Teil der Einkünfte des ehemaligen Klosters ausgestattet. Andere Einnahmen flossen an die Vorgängerinstitution des heutigen Ulrichsgymnasiums. Der Flächenbesitz fiel an das ostfriesische Fürstenhaus und ist heute noch größtenteils in den staatlichen Domänen wiederzufinden. Das Archiv ist nach Angaben der letzten verbliebenen Nonnen dem Wunsch des verstorbenen Abtes entsprechend ins Ausland geschafft worden. Seither fehlt von ihm, wie auch von der Bibliothek, jede Spur. Heute steht an der Stelle des Klosters ein Altenheim der Arbeiterwohlfahrt.

## Wirtschaftstätigkeit
Das Kloster verfügte über reichen Grundbesitz, der sich auf das Norderland konzentrierte. Insgesamt umfassten die Ländereien mindestens eine Größe von 625 Hektar. Zum Klosterbesitz gehörten die beiden Grashäuser (=Vorwerke) Osterloog und Westerloog (im heutigen Stadtteil Norddeich gelegen), das Vorwerk Bargebur-Lütetsburg und das Vorwerk Terheide. Zudem besaß das Kloster in der Westermarsch, in der Ostermarsch, bei Großheide und Menstede und im Wolterhuser Hammrich beträchtliche Ländereien. Weiteren Besitz gab es in Larrelt, Loquard und Rysum in der Krummhörn.

## Baugeschichte
Die ersten Bauten des Klosters errichteten die Mönche vermutlich aus Holz. Im 13. Jahrhundert wurde das Kloster erheblich ausgebaut und vermutlich entstand zu dieser Zeit ein neuerlicher Kirchbau. Bei Ausgrabungen konnte nachgewiesen werden, dass in Marienthal Glocken gegossen werden. Dies ist bis dato einmalig für eine Klosterwüstung in Ostfriesland. Im Vergleich mit einer ähnlich verzierten Glocke in Dornum wird die in Marienthal genutzten Form in die romanische Zeit datiert. Nach Angaben von Ubbo Emmius soll Marienthal im 13. Jahrhundert das schönste Kloster zwischen Weser und Ems gewesen sein.
Um 1400 muss es sehr baufällig gewesen sein, denn das Kloster erhielt einen Ablass, um sie und andere Gebäude reparieren zu können. Der Neubau der Klosterkirche wird in die zweite Hälfte des 15. Jahrhunderts datiert. Er war vermutlich breiter als sein Vorgänger. Möglicherweise stand ihre Errichtung in Zusammenhang mit den Cirksena, die dort ihr Erbbegräbnis einrichteten. Das Kloster besaß wohl eine Einfriedung. Darauf deutet der heutige Straßenname Am Zingel hin. Nach der Reformation verfielen die Gebäude und 1556 wurden Teile des Klosters abgebrochen. Die dabei gewonnenen Baustoffe kamen beim Bau des Zwingers in Aurich zu einer neuen Verwendung.

## Kunsthistorische Besonderheiten

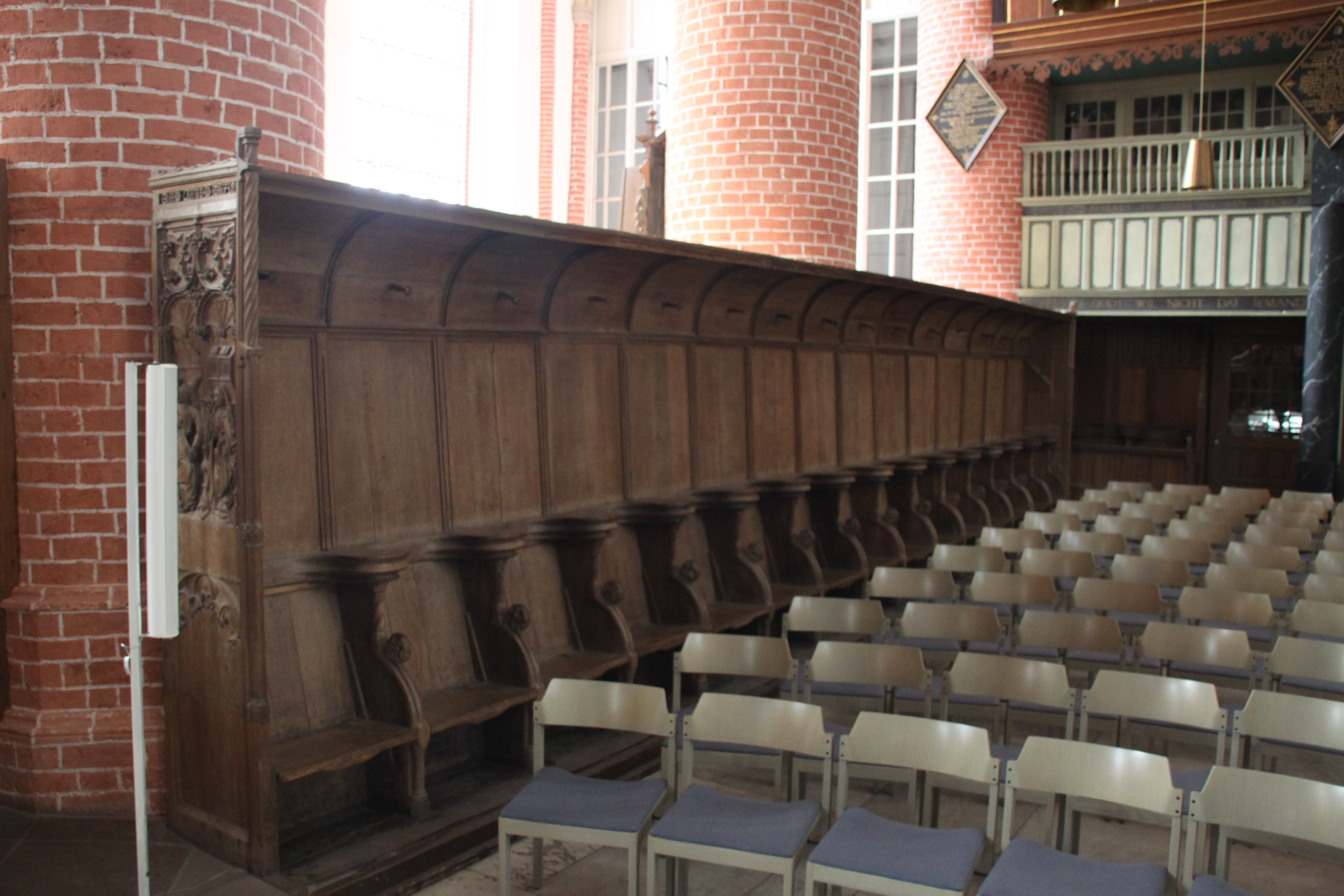
Das Chorgestühl

Mit der Auflösung des Klosters in der Reformation gingen weite Teile der Ausstattung verloren. Graf Enno II. eignete sich einen Großteil der Besitztümer des Konvents an. 1530 ließ er sich sämtliche Vasa sacra, also silberne und vergoldete Kelche, Patenen, Monstranzen, Abendmahlskannen und weitere wertvolle Gegenstände aus sämtlichen ostfriesischen Klöstern aushändigen und verkaufte diese anschließend. Erhalten blieb wohl nur das Chorgestühl des Klosters. Es befindet sich heute an den beiden Seiten des Hochchores der Ludgeri-Kirche. Es entstand 1481. Nach der Reformation wurde es wohl in die Ludgerikirche verbracht, musste aber vor dem Einbau verkürzt werden. Die dabei übrig gebliebenen Sitze befinden sich im Chorumgang. Die östlichen Seitenwangen sind an der nördlichen Stuhlreihe mit der Kreuzigung Jesu verziert; an der südlichen Stuhlreihe ist die Verkündigung des Engels Gabriel an Maria zu sehen. Die Handknäufe zwischen den Stuhlreihen zeigen pflanzliche Motive und einen Menschenkopf.